# Tanaquil (Beccafumi)
Tanaquil  è un dipinto di Domenico Beccafumi. Eseguito verso il 1519, è conservato nella National Gallery di Londra.

## Descrizione
Soggetto dell'opera è Tanaquil, moglie di Lucumone, etrusco divenuto re di Roma con il nome di Tarquinio Prisco, e nuora del suo successore, Servio Tullio, della cui salita al potere Tanaquil fu artefice. L'iscrizione indicata dalla donna recita infatti:
Faceva parte, insieme a Marzia, di un gruppo di dipinti raffiguranti famose donne dell'antichità, eseguiti senza dubbio come parti di arredamento di una stanza (probabilmente la camera da letto del senese Francesco Petrucci e di sua moglie Caterina Piccolini del Mandolo).